# Општина Бордеј Верде (Браила)
Бордеј Верде (рум. Bordei Verde) општина је у Румунији у округу Браила.
Oпштина се налази на надморској висини од 22 m.